# Villanueva de Argaño (kommunhuvudort)
Villanueva de Argaño är en kommunhuvudort i Spanien.   Den ligger i provinsen Provincia de Burgos och regionen Kastilien och Leon, i den norra delen av landet, 220 km norr om huvudstaden Madrid. Villanueva de Argaño ligger 839 meter över havet och antalet invånare är 124.
Terrängen runt Villanueva de Argaño är huvudsakligen platt. Villanueva de Argaño ligger nere i en dal. Runt Villanueva de Argaño är det glesbefolkat, med 17 invånare per kvadratkilometer. Närmaste större samhälle är Burgos, 19,5 km öster om Villanueva de Argaño. Trakten runt Villanueva de Argaño består till största delen av jordbruksmark.